# Stefan Bockelmann

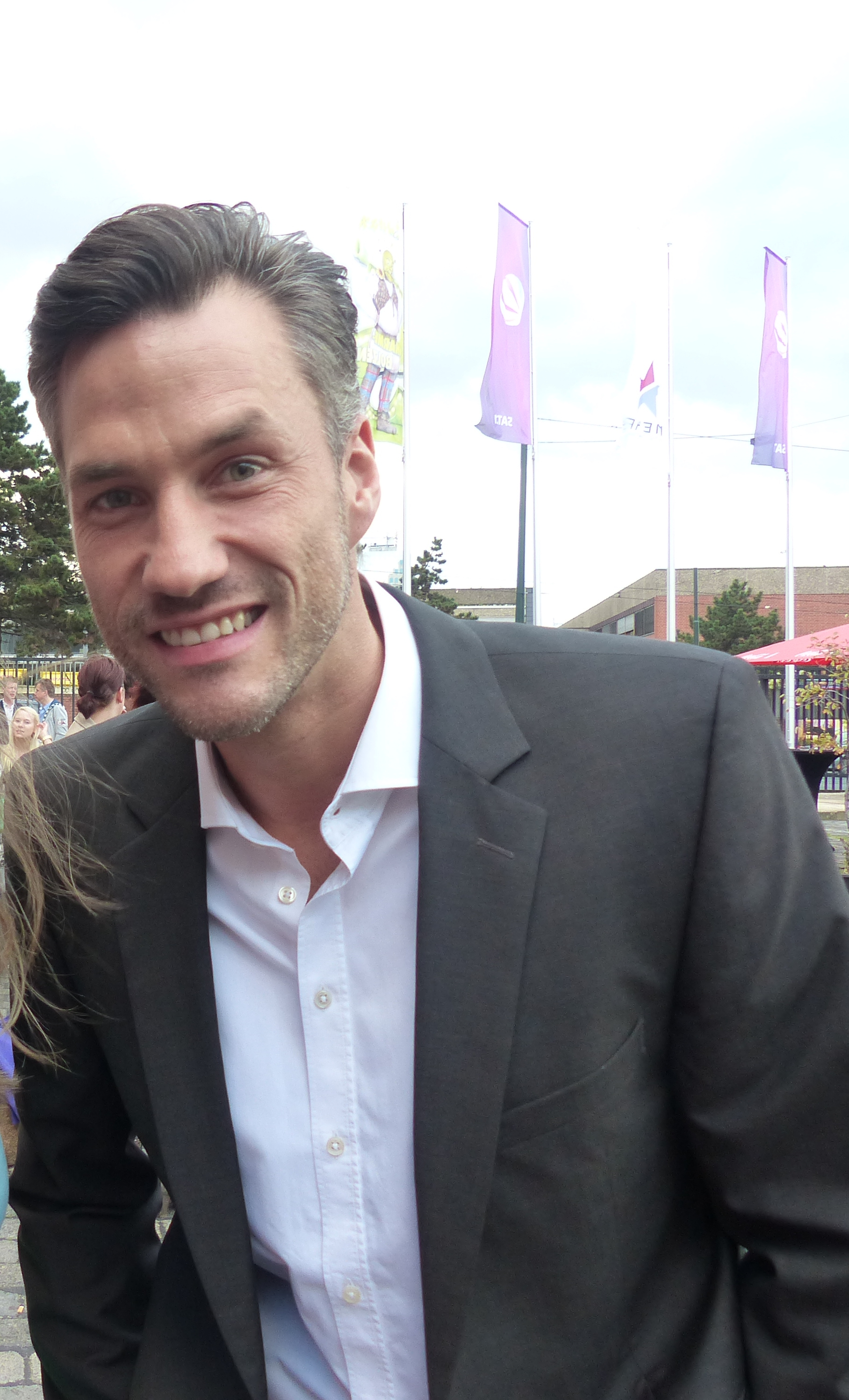
Stefan Bockelmann bei der Premiere von "Shrek - Das Musical" am 19. Oktober 2014 in Düsseldorf

Stefan Bockelmann (* 10. September 1976 in Traben-Trarbach) ist ein deutscher Schauspieler und Moderator.

## Leben
Im Anschluss an die Ausbildung zum Bauzeichner absolvierte Stefan Bockelmann von 1996 bis 1999 eine Ausbildung zum Schauspieler bei der Actors Company, Zentrum für Schauspiel und Sprache in Aschaffenburg.
In den Jahren 1997 bis 1999 spielte er diverse Theaterproduktionen bei „Theater auf Tour“, Konzertdirektion Bingel, Darmstadt. Darauf folgten weitere Theater-Engagements, so 1998 bei den Brüder-Grimm-Märchenfestspielen in Hanau und 1999 bei den Scherenburgfestspielen in Gemünden, in der Nähe von Würzburg.
2007 gab er sein Musical-Debüt in Elegies For Angels, Punks and Raging Queens im Ebertbad in Oberhausen.
Seine erste Fernsehrolle erhielt er 2001 in der RTL-Serie Unter uns. Dort verkörperte er bis 2017 die Rolle „Malte Winter“. Im September 2017 hatte Bockelmann seinen letzten Auftritt bei Unter uns. In seiner Rolle als „Malte Winter“ war er seit dem 12. Februar 2019 in der RTL-Serie "Freundinnen - Jetzt erst recht" bis zum Ende der Serie im April 2019 wieder aktiv. 2007 spielte er die Rolle „Herr Müllerschön“ in der WDR-Serie Die Anrheiner unter der Regie von Herwig Fischer. 2008 war er in der Rolle „Alex Enders“ unter der Regie von Heinz Diez in der RTL-Actionserie Alarm für Cobra 11 zu sehen. Danach wirkte er in der ZDF-Fernseh-Produktion SOKO Stuttgart in der Rolle „Andreas Landowski“ unter der Regie von Daniel Helfer mit und 2010 in der Serie Das Haus Anubis bei Nickelodeon. 2011 spielte er die Rolle „Harald Schwerte“ in der WDR-Produktion Ein Fall für die Anrheiner.
Am 27. Januar 2013 war er in der VOX-Sendung Das perfekte Promi-Dinner als Kandidat zu sehen. Außerdem spielte Bockelmann Anfang 2013 mit weiteren Unter uns-Kollegen im internationalen Psycho-Thriller Snuff. Von 2013 bis 2015 war Stefan Bockelmann das neue Gesicht der internationalen Werbekampagne zu OLD SPICE - Pokerface Hawkridge unter der Regie von Tom Kuntz (USA).
Neben der Schauspielerei ist Stefan Bockelmann auch als Moderator tätig. Seit 1999 moderierte er zahlreiche Veranstaltungen, unter anderen als Co-Moderator bei „Top of the Pops“ RTL, oder auf der „Hitradio RPR1 Bühne“ in Trier.
Er ist Botschafter der Soonwaldstiftung, Schwerpunkt leukämiekranke Kinder, zu deren Gunsten er bereits mehrere Veranstaltungen organisierte.
Im Herbst 2017 veröffentlichte er sein erstes Buch mit dem Titel Alles bleibt unter uns - Mein Leben mit der Daily Soap.
Stefan Bockelmann ist verheiratet, hat eine Tochter und einen Sohn.

## Filmografie (Auswahl)
- 2001–2017: Unter uns (Fernsehserie, RTL)
- 2007: Die Anrheiner (Fernsehserie, WDR)
- 2008: Alarm für Cobra 11 - Schattenmann (Fernsehserie, RTL)
- 2009: SOKO Stuttgart (Fernsehserie, ZDF)
- 2010: Das Haus Anubis (Fernsehserie, Nickelodeon)
- 2011: Ein Fall für die Anrheiner (Fernsehserie, WDR)
- 2013: Snuff
- 2017: SOKO Köln  (Fernsehserie, ZDF)
- 2019: Freundinnen – Jetzt erst recht (Fernsehserie, RTL, 43 Episoden)[1]
- seit 2021: Alles was zählt (Fernsehserie, RTL)
- 2023: Die Füchsin: Alte Sünden (Fernsehserie, Folge 8)

## Hörspiele
- 2021: Nächste Runde von Will Gmehling, WDR
- 2022: Alles Licht, das wir nicht sehen (3-teilige Miniserie) von Anthony Doerr, WDR
- 2023: Pembo. Halb und halb macht doppelt glücklich (2 Teile) von Ayşe Bosse, WDR[2]
- 2023: 12 Nächte. 12-teilige Mystery-Serie über die Raunächte von Leonie Below, WDR[3]